# Markus Rogan
Markus Rogan (Beč, 4. svibnja 1982.) je austrijski plivač, osvajač dvije srebrene medalje na Olimpijadi u Ateni 2004. godine. 2004. proglašen je za Austrijskog sportaša godine.

## Olimpijske igre
Na Olimpijskim igrama osvojio je dvije srebrene medalje u Ateni 2004. godine u disciplinama 100 i 200 metara leđno, oba dvije iza amerikanca Aarona Peirsola.

## Svjetska prvenstva
Na Svjetskim prvenstvima je osvojio tri medalje dva srebra iz Fukuoke 2001. i Melbourna 2007., te jednu broncu iz  Montreala 2005. sve medalje su osvojene u disciplini 200 m leđno. Sa svjetskih prvenstva u kratkim bazenima ima jedno zlato, četiri srebra i jednu broncu.

## Europska prvenstva
Na Europskim prvenstvima osvojio je četiri zlata, šest srebra i dvije bronce, dok je u kratkim bazenima osvojio pet zlata, četiri srebra i jednu broncu.

## Vanjske poveznice
- Markus Rogan službene stranice  Arhivirana inačica izvorne stranice od 15. ožujka 2012. (Wayback Machine)
- Swim Rankings Profile